# Stereum
Stereum è un genere di funghi basidiomiceti. 

## Specie principali
La specie tipo è Stereum hirsutum. Inoltre ci sono:
- Stereum complicatum
- Stereum gausapatum
- Stereum purpureum
- Stereum sanguinolentum
- Stereum subtomentosum